# Championnat de France de basket-ball de deuxième division
Pour les articles homonymes, voir Pro B.
Le championnat de France de basket-ball de deuxième division (ou Elite 2 depuis 2025) est la deuxième division du basket-ball professionnel en France. Ce championnat constitue l'antichambre de la première division. Depuis 1987, il est sous l’égide de la Ligue nationale de basket-ball.

## Historique
- 1932 à 1949 : Honneur
- 1950 à 1963 : Excellence
- 1964 à 1987 : Nationale 2
- 1987 à 1992 : Nationale 1B
- 1992 à 1993 : Nationale A2
- 1993 à 2025 : Pro B
- depuis 2025 : Élite 2

## Identité visuelle

Logo jusqu’en septembre 2017.
Logo depuis septembre 2017.
Logo à partir de la saison 2025-2026.

## Principe
Vingt clubs participent à la compétition. À l’issue de la saison régulière, l'équipe classée première est sacrée championne de France et accède à la Betclic Élite. Les play-offs d'accession se jouent avec les équipes classées 2e à 10e avec également le 15e de Betclic Elite. Les clubs classés 19e et 20e à la fin de la saison régulière sont rétrogradés en Nationale 1.

### Leaders Cup
Depuis la saison 2014-2015, un nouveau trophée est mis en jeu, la Leaders Cup de Pro B. À l'issue de la phase aller, les quatre premières équipes s'affrontent dans un format de matchs aller-retour avec match retour chez le mieux classé (1er contre 4e et 2e contre 3e). Les gagnants s'affrontent en lever de rideau de la finale de la Leaders Cup de Pro A, où le trophée sera décerné à l'équipe victorieuse.
Entre la saison 2014-2015 et la saison 2023-2024, le déroulement de la Leaders Cup de Pro B était différent. Elle se déroulait dans un premier temps sous forme de poules géographiques. À l'issue de la première phase, les 8 meilleures équipes disputaient la phase finale. Le vainqueur de la compétition, dont la finale se jouait également avant la finale de la Leaders Cup de Pro A, était directement qualifié pour les play-offs de fin de saison régulière.

### Play-offs
Les équipes classées de 2e à 10e ainsi que le 15e de Betclic Elite disputent des play-offs d'accession à la division supérieure, le gagnant obtenant sa place à l'échelon supérieur.
Le fonctionnement évolue lors de la saison 2024-2025, car le 10e de saison régulière ainsi que le 15e de première division participent désormais aux play-offs, contrairement auparavant où les équipes classées de la 2e à la 9e position y participaient.
Plusieurs phases se déroulent dès la fin de la saison régulière. Le premier accède directement à la Betclic Elite.
Le 9e affronte le 10e, le perdant est éliminé des play-offs. Le 7e joue contre le 8e, dont le gagnant du match est désigné 7e des play-offs. Le gagnant du premier match affronte le perdant du second, et le vainqueur de ce match est désigné 8e des play-offs.
Place ensuite aux quarts de finale, aux meilleur des trois matchs (premier match chez le mieux classé, second chez le moins bien classé, belle éventuelle chez le mieux classé) : le 2e joue contre le "8e des play-offs", tandis que le 4e joue contre le 6e. Les deux équipes gagnantes s'affronteront en demi-finale. Le 3e affronte le "7e des play-offs", et le 5e joue contre le 15e de première division. Les deux vainqueurs s'affronteront également en demi-finale.
Les demi-finales et la finale se jouent au meilleur des 3 matchs, le vainqueur de la finale accède à la Betclic Elite.

## Affluences
Le record d'affluence sur un match est détenu par Orléans Loiret Basket à la CO'Met Arena (saison 2024-2025) avec 10 134 spectateurs le 5 avril 2025 face à l'ADA Blois Basket.
La saison régulière 2024-2025 a également connu deux autres records :
- d’affluence historique pour la moyenne de spectateurs annuelle Betclic Elite et Pro B confondu avec 7 041 spectateurs à la CO'Met Arena d'Orléans.
- d'affluence pour l'ensemble de la division, avec 2 785 spectateurs en moyenne (tandis que le record précédent était l'année précédente avec 2 473 spectateurs), correspondant à un taux record de remplissage de 76%. Deux clubs ont obtenu un taux de remplissage de 100% : dans la salle du Jeu de Paume de Blois, et au Palais des sports Caen-la-Mer de Caen Basket Calvados.

## Palmarès
| Honneur - 1931-1932 : Saint-Charles Alfortville - 1932-1933 : SS Nilvange - 1933-1934 : CS Plaisance - 1934-1935 : US Métro - 1935-1936 : Racing CF - 1936-1937 : Championnet Sports - 1937-1938 : AS Cherbourg - 1939 à 1946 : pas de championnat - 1946-1947 : UA Marseille - 1947-1948 : AS Roanne - 1948-1949 : Championnet Sports (2) |  | Excellence - 1949-1950 : ASC Est Paris - 1950-1951 : Olympique d'Antibes - 1951-1952 : Olympique de Marseille - 1952-1953 : US Métro - 1953-1954 : ASPO Tours - 1954-1955 : Étoile de Mézières - 1955-1956 - 1956-1957 : SA Lyon - 1957-1958 : CO Billancourt - 1958-1959 : Alsace de Bagnolet - 1959-1960 : AS Denain Voltaire - 1960-1961 : JSA Bordeaux - 1961-1962 : SCM Le Mans - 1962-1963 : Stade Français |  | Nationale 2 - 1963-1964 : AS Denain Voltaire (2) - 1964-1965 : Caen BC - 1965-1966 : Basket Club Montbrison - 1966-1967 : ASPO Tours (2) - 1967-1968 : Olympique d'Antibes - 1968-1969 : Paris UC - 1969-1970 : Caen BC (2) - 1970-1971 : ABC Nantes - 1971-1972 : JA Vichy - 1972-1973 : AS Monaco - 1973-1974 : Nice BC - 1974-1975 : EB Orthez |  | - 1975-1976 : RSC Valenciennes - 1976-1977 : Racing CF - 1977-1978 : Mulhouse BC - 1978-1979 : Stade Français (2) - 1979-1980 : ESM Challans - 1980-1981 : GSCM Roanne - 1981-1982 : Nice BC (2) - 1982-1983 : CRO Lyon - 1983-1984 : CA Saint-Etienne - 1984-1985 : Racing CF (3) - 1986 : Cholet Basket - 1986-1987 : BCM Gravelines |  |  |

| Année                                       | Champion                                         | Accession                                         |
| ------------------------------------------- | ------------------------------------------------ | ------------------------------------------------- |
| La Nationale 2 est rebaptisée Nationale 1B  |                                                  |                                                   |
| 1987-1988                                   | Montpellier PSC                                  | Montpellier PSC, Saint-Quentin BB, BCM Gravelines |
| 1988-1989                                   | Reims CB                                         | Reims CB, GSCM Roanne                             |
| 1989-1990                                   | SCM Le Mans (2)                                  | SCM Le Mans, JDA Dijon                            |
| 1990-1991                                   | CRO Lyon (2)                                     | CRO Lyon, Tours BC                                |
| 1991-1992                                   | Levallois SC                                     | Levallois SC, ESPE Châlons-en-Champagne           |
| La Nationale 1B est rebaptisée Nationale A2 |                                                  |                                                   |
| 1992-1993                                   | ASA Sceaux                                       | ASA Sceaux                                        |
| La Nationale A2 est rebaptisée Pro B        |                                                  |                                                   |
| 1993-1994                                   | SLUC Nancy                                       | SLUC Nancy, Strasbourg IG                         |
| 1994-1995                                   | Besançon BCD                                     | Besançon BCD, ALM Évreux                          |
| 1995-1996                                   | RC Toulouse                                      | Élan sportif chalonnais                           |
| 1996-1997                                   | Maurienne SB                                     | Spacer's Toulouse                                 |
| 1997-1998                                   | Levallois SC (2)                                 | Levallois SC                                      |
| 1998-1999                                   | Strasbourg IG                                    | Strasbourg IG, ESPE Châlons-en-Champagne          |
| 1999-2000                                   | JL Bourg-en-Bresse                               | JL Bourg-en-Bresse, STB Le Havre                  |
| 2000-2001                                   | Limoges CSP                                      | Limoges CSP, Hyères Toulon VB                     |
| 2001-2002                                   | JA Vichy                                         | JA Vichy, Chorale Roanne                          |
| 2002-2003                                   | Reims CB (2)                                     | Reims CB, Besançon BCD                            |
| 2003-2004                                   | Stade Clermontois                                | Stade Clermontois, ESPE Châlons-en-Champagne      |
| 2004-2005                                   | Étendard de Brest                                | Étendard de Brest, SPO Rouen                      |
| 2005-2006                                   | Entente Orléanaise                               | Besançon BCD, Entente Orléanaise                  |
| 2006-2007                                   | JA Vichy (3)                                     | JA Vichy                                          |
| 2007-2008                                   | Besançon BCD (2)                                 | SPO Rouen, Besançon BCD                           |
| 2008-2009                                   | Poitiers Basket 86                               | Paris-Levallois, Poitiers Basket 86               |
| 2009-2010                                   | Élan béarnais Pau-Lacq-Orthez (2)                | Élan béarnais Pau-Lacq-Orthez, Limoges CSP        |
| 2010-2011                                   | JSF Nanterre                                     | JSF Nanterre, JDA Dijon                           |
| 2011-2012                                   | Limoges CSP (2)                                  | Limoges CSP, Boulazac BD                          |
| 2012-2013                                   | Sharks d'Antibes (3)                             | Sharks d'Antibes, Pau-Lacq-Orthez                 |
| 2013-2014                                   | SOM Boulogne-sur-Mer                             | SOM Boulogne-sur-mer, JL Bourg-en-Bresse          |
| 2014-2015                                   | AS Monaco (2)                                    | AS Monaco, Sharks d'Antibes                       |
| 2015-2016                                   | Hyères-Toulon Var Basket                         | Hyères-Toulon Var Basket, ESSM Le Portel          |
| 2016-2017                                   | JL Bourg-en-Bresse (2)                           | JL Bourg-en-Bresse, Boulazac BD                   |
| 2017-2018                                   | ADA Blois,                                       | Fos Provence Basketball                           |
| 2018-2019                                   | Chorale de Roanne (2)                            | Chorale de Roanne, Orléans Loiret Basket          |
| 2019-2020                                   | ADA Blois (1ère saison sans décerner le trophée) | Aucun                                             |
| 2020-2021                                   | Fos Provence Basket (1)                          | Fos Provence Basket, Paris Basketball             |
| 2021-2022                                   | SLUC Nancy (2)                                   | SLUC Nancy, ADA Blois                             |
| 2022-2023                                   | Saint-Quentin BB                                 | Saint-Quentin BB, Élan sportif chalonnais         |
| 2023-2024                                   | Stade rochelais                                  | Stade rochelais                                   |
| 2024-2025                                   | Boulazac Basket Dordogne                         | Boulazac Basket Dordogne                          |
| La Pro B est rebaptisée Élite 2             |                                                  |                                                   |
| 2025-2026                                   |                                                  |                                                   |

## Meilleurs joueurs
Palmarès des meilleurs joueurs de Pro B (MVP) référendum du mensuel Maxi-Basket, de Basket News à partir de 2009.

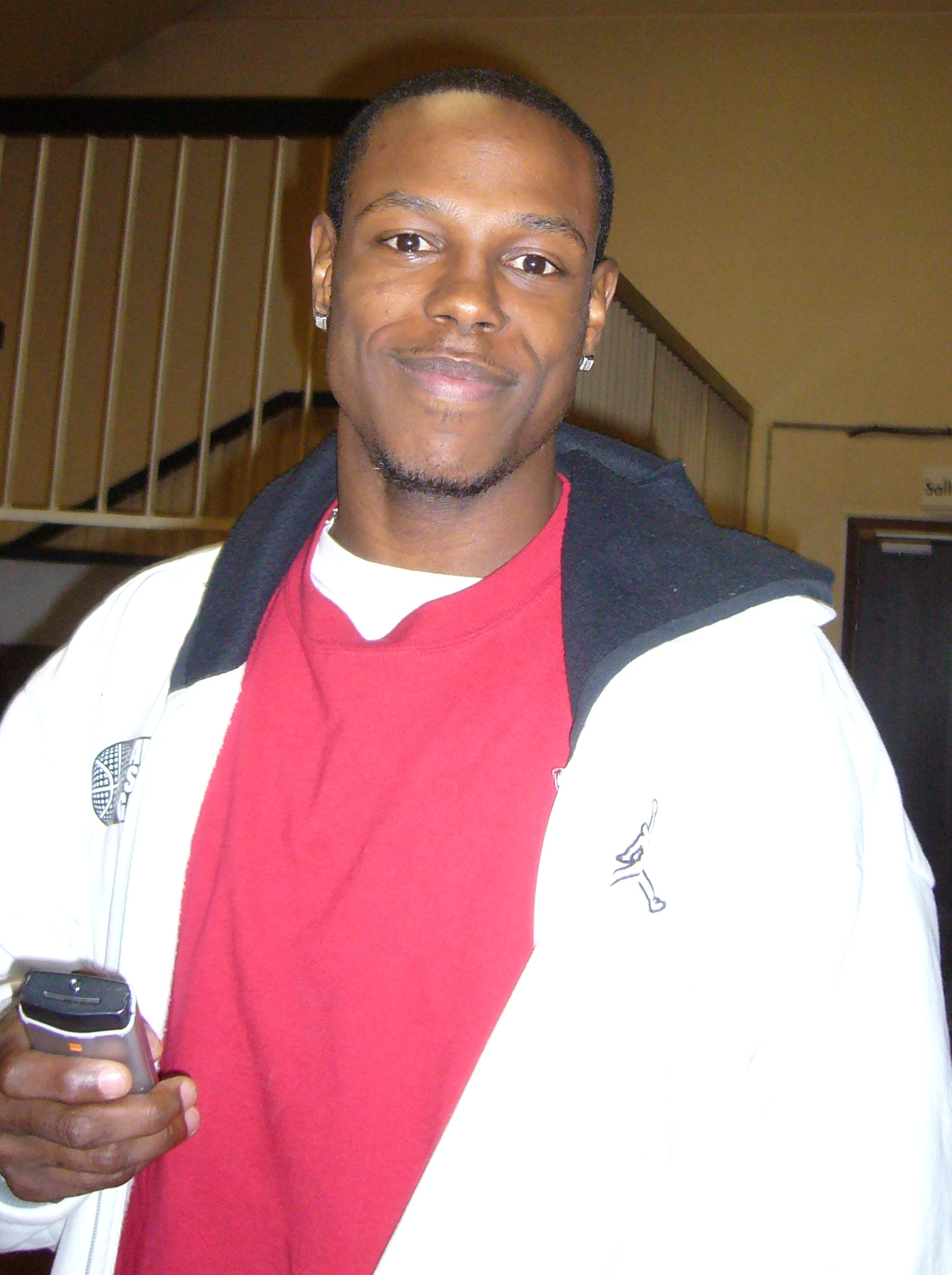
Jimmal Ball, MVP en 2007 et 2009
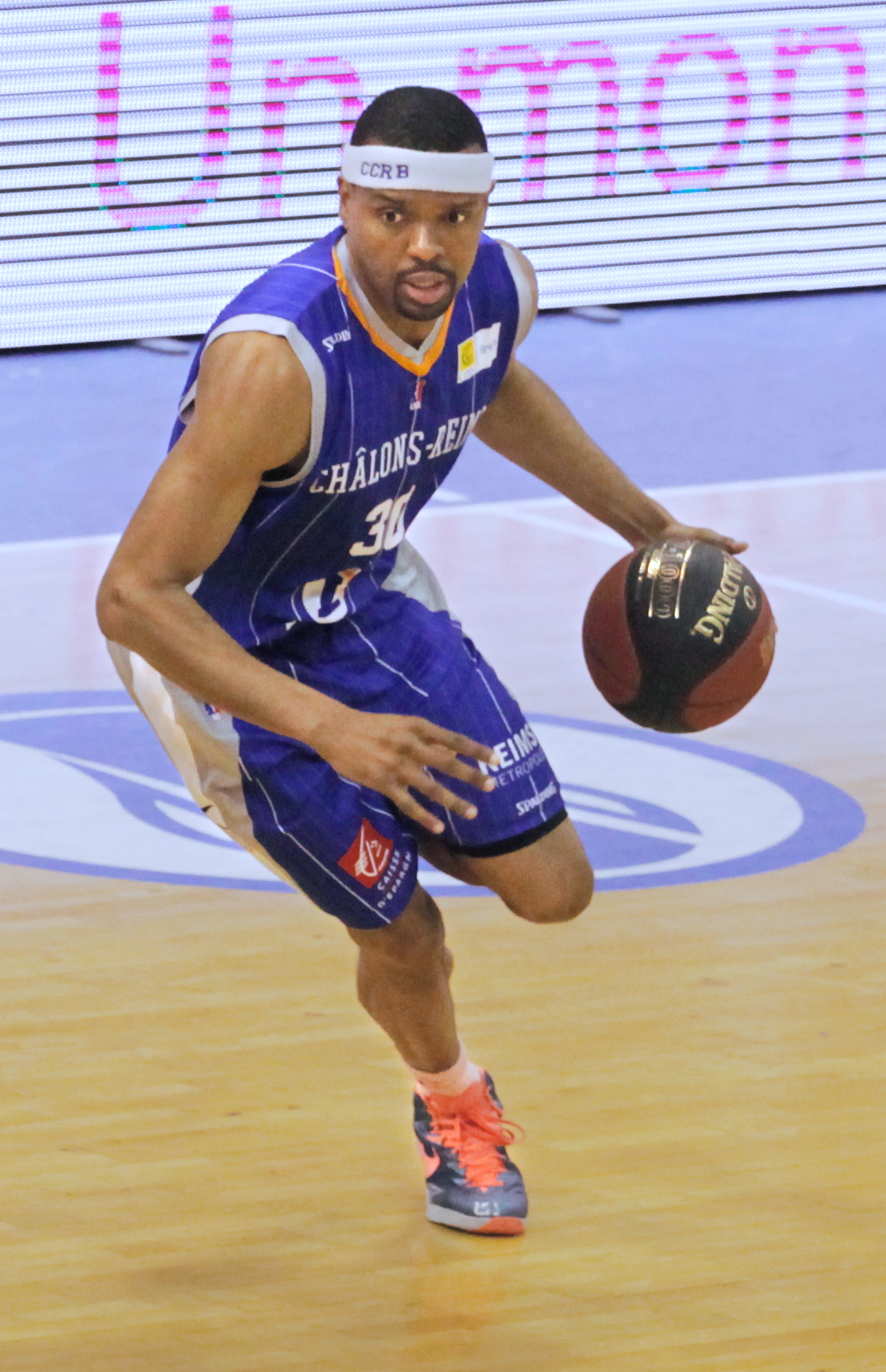
Michel Morandais, MVP en 2014
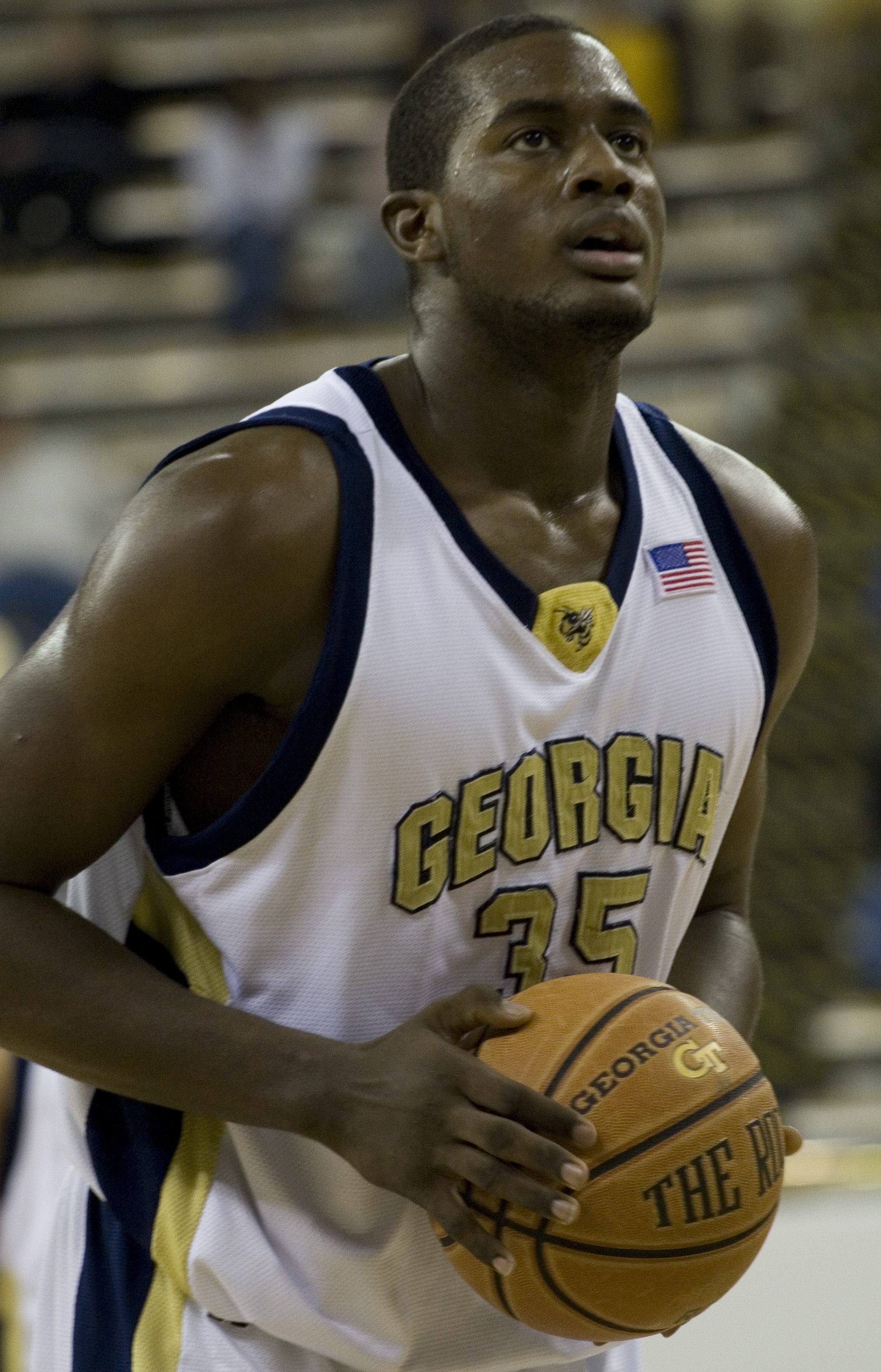
Zachery Peacock, MVP en 2014 et 2017
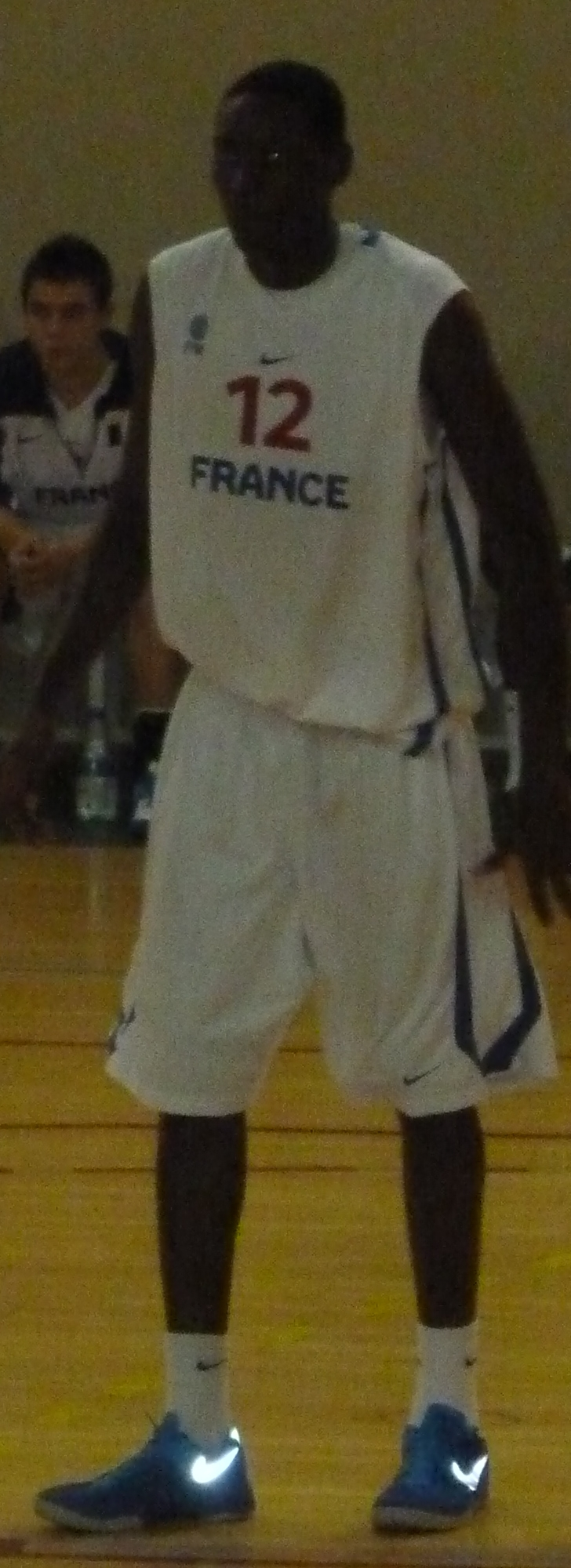
Stéphane Gombauld, MVP en 2022

| Saison | Français                                | Étrangers                          |
| ------ | --------------------------------------- | ---------------------------------- |
| 1992   | Patrick Cham (Levallois)                | Terence Stansbury (Levallois)      |
| 1993   | Moustapha Sonko (Sceaux)                | Winston Crite (Sceaux)             |
| 1994   | Bruno Hamm (Strasbourg)                 | James Banks (Caen)                 |
| 1995   | Frédéric Hufnagel (La Rochelle)         | James Banks (Caen) (2)             |
| 1996   | Karim Gharbi (Hyères Toulon)            | David Booth (Toulouse)             |
| 1997   | David Condouant (Vichy)                 | Geoff Lear (Hyères Toulon)         |
| 1998   | Jimmy Vérove (Brest)                    | Larry Terry (Mulhouse)             |
| 1999   | Ahmadou Keita (Strasbourg)              | Jarod Stevenson (Strasbourg)       |
| 2000   | Charles-Henri Grétouce (Bondy)          | Elliot Hatcher (Vichy)             |
| 2001   | Laurent Cazalon (Roanne)                | Floyd Miller (Hyères Toulon)       |
| 2002   | Jean-Philippe Tailleman (Golbey-Epinal) | Rahshon Turner (Vichy)             |
| 2003   | Cyril Akpomedah (Châlons-en-Champagne)  | Mike Jones (Saint-Quentin)         |
| 2004   | David Melody (Clermont-Ferrand)         | Ondřej Starosta (Saint-Quentin)    |
| 2005   | Stephen Brun (Brest)                    | Tyson Patterson (Brest)            |
| 2006   | Raphaël Desroses (Angers)               | Cedrick Banks (Besançon)           |
| 2007   | Joachim Ekanga-Ehawa (Nanterre)         | Jimmal Ball (Vichy)                |
| 2008   | Adrien Moerman (Nanterre)               | Rashaun Freeman (Nantes)           |
| 2009   | Jimmal Ball (Paris-Levallois)           | Errick Craven (Clermont)           |
| 2010   | Moussa Badiane (Aix-les-Bains)          | Teddy Gipson (Pau-Lacq-Orthez)     |
| 2011   | Philippe da Silva (Évreux)              | Nate Carter (Nanterre)             |
| 2012   | Joseph Gomis (Limoges)                  | Chris Massie (Limoges)             |
| 2013   | Mouhammadou Jaiteh (Boulogne-sur-Mer)   | Jeremiah Wood (Évreux)             |
| 2014   | Michel Morandais (Châlons-Reims)        | Zachery Peacock (Boulogne-sur-Mer) |

| Saison | Meilleur joueur                                |
| ------ | ---------------------------------------------- |
| 2015   | Davante Gardner (Hyères-Toulon)                |
| 2016   | Joe Burton (Évreux)                            |
| 2017   | Zachery Peacock (Bourg-en-Bresse)              |
| 2018   | Tyren Johnson (Blois)                          |
| 2019   | Brandon Jefferson (Orléans)                    |
| 2020   | non attribué                                   |
| 2021   | Parker Jackson-Cartwright (Saint-Quentin)      |
| 2022   | Stéphane Gombauld (Nancy)                      |
| 2023   | Mathis Dossou-Yovo (Saint-Quentin Basket-Ball) |
| 2024   | Tray Buchanan (Stade rochelais basket)         |